# Gammalkils distrikt
Gammalkils distrikt är ett distrikt i Linköpings kommun och Östergötlands län. 
Distriktet ligger sydväst om Linköping. 

## Tidigare administrativ tillhörighet
Distriktet inrättades 2016 och utgörs av socknen Gammalkil i Linköpings kommun.
Området motsvarar den omfattning Gammalkils församling hade vid årsskiftet 1999/2000.